# Гімнотові
Гімнотові або електричні вугрі (Gymnotidae) — родина прісноводних костистих риб ряду Гімнотоподібні (Gymnotiformes).

## Поширення
Поширені в південній Мексиці, Центральній та Південній Америці. Водяться здебільшого в тихих водах, від глибоких річок до боліт. У водоймах із швидкою течією можуть зариватися в ґрунт. Ведуть нічний спосіб життя.

## Опис
Ця родина характеризується такими ознаками: голова без луски, вусиків немає; край верхньої щелепи утворений міжщелепною й верхньощелепними кістками; тіло видовжене, вугроподібне; спинний плавець відсутній або на його місці знаходиться жировий валик, черевних і хвостового плавців також немає, хвіст закінчується загостренням, анальний плавець надзвичайно довгий, тягнеться від грудних плавців до кінця тіла. Відхідник розташований на горлі або неподалік позаду нього; зяброві щілини досить вузькі; плавальний міхур подвійний. Представники родини досягають довжини до 2 м і ваги 15-20 кг (Electrophorus electricus), представники роду Gymnotus менші.

### Гімнот
Відмінності роду гімнот (Gymnotus): спинного й хвостового плавців немає, анальний продовжується до кінця хвоста, луски відсутні, зуби конічні в один ряд, очі дуже малі.

### Електричний вугор
Головна особливість електричного вугра — надзвичайно розвинений електричний апарат у вигляді двох пар довгих органів (майже 4/5 довжини тіла), що лежать безпосередньо під шкірою (зовні мускулатури). Одна пара тягнеться вздовж спинного боку хвоста, інша — з боків основи підхвостового плавця. Сполучнотканинними перегородками ці органи розділено на багато комірок, які мають форму призм.
Електричний удар повністю залежить від волі тварини й служить йому, з одного боку, засобом глушити здобич, з іншого — захищатися від ворогів. Потужність ударів залежить від величини й стану риби. Після низки ударів рибі необхідний відпочинок, щоб вона могла знову завдавати ударів.

## Класифікація
Станом на листопад 2024 року було описано 51 вид у двох монотипних підродинах:
- Підродина Електричні вугрі (Electrophorinae)
  - Електричний вугор (Electrophorus)
- Підродина Власне гімнотові (Gymnotinae)
  - Гімнот (Gymnotus)